# Света Екатерина (Чернигов)
„Света Екатерина“ (на украински: Катеринінська церква) е православна църква в украинския град Чернигов, архитектурен паметник с национално значение. Пример за украински барок в Левобрежна Украйна.
Разположена е в историческия център на града, на висок нос над реката, отделен с дере от Вала, Черниговския детинец, и е една от архитектурните доминанти на Чернигов.
Построена за сметка на братята Семьон и Яков Лизогуб, по волята на баща им Ефим. Църквата е построена в памет на героизма на техния дядо Яков Лизогуб и казаците от Черниговския полк, показан от тях при нападението над турската крепост Азов през 1696 г.

## История
Църквата е построена върху останки от средно голям храм от времето на Киевска Рус, на територията на укрепеното място на Чернигов, известно като Третяк. Храмът е осветен от архиепископ Стаховски през 1715 г. в чест на Света Екатерина. Поради благоприятното си местоположение, известно време той е служил и като укрепен център близо до главната крепост Детинец.
През 1837 г. църквата е повредена от пожар, след което отново е възстановена. По същото време към западната фасада е добавен нартекс. През същия 19 век оригиналният тристепенен иконостас, поради лошото си състояние, е свален и заменен с еклектичен единичен. При изграждането му са използвани царските крила от по-стария. Новият иконостас също не е оцелял.
През 1908 г. е построена тухлена църковна камбанария.
През 1933 г. в църквата е отслужена последната служба, след което тя е затворена.
По време на Втората световна война храмът отново е повреден от пожар, покривът и горната част на куполите изгарят.
През 1947 – 1955 г. са извършени работи за запазване на конструкциите и възстановяване на облика на паметника. В същия период (през 1951 г.) построените преди това нартекс и камбанария са премахнати.
През 1962 г. църквата става част от Националния архитектурно-исторически резерват „Древният Чернигов“.
С постановление № 970 на Кабинета на министрите на Украинската ССР от 24 август 1963 г. на църквата е присвоен статут на архитектурен паметник с национално значение с номер № 816.
В периода 1975 – 1980 г. отново е извършена реставрация по проект на Израел Шмулсон. През този период се извършват вътрешни работи и са позлатени куполите.
От 1979 г. в църквата се помещава експозицията на Музея за народно-декоративно изкуство на Черниговска област. Музеят работи до юли 2006 г.
През 2004 – 2005 г. са извършени последните реставрационни дейности в храма.
През 2022 г. църквата пострада от обстрел от руските окупационни сили

## Архитектурен облик
Екатерининската църква е построена в барокови форми, изработена от тухли, измазана и варосана. Структурата е кръстовидна по план, с девет части.
По отношение на композицията сградата повтаря традиционната дървена украинска църква, където пет осмоъгълни части са комбинирани в едно цяло, всяка от които завършва с купол. Централната част се издига над страничните, а те от своя страна се издигат над частите на архитектурния кръст. Вертикалността на композицията на църквата се постига чрез отсъствието на хоризонтални съчленения на стените, ъглите са са подчертани от пиластри, повечето отвори на прозорците имат вертикално удължени форми, подчертани от наличници, характерни са прозорците с формата на кръстове.
Особеността на Екатерининската църква е нейната цялостна фасада. Има три входни портала: северен, източен и южен. Във външния вид на храма важна роля играе обрамчването на бароковите входове и отвори на прозорци (триъгълни фронтони, наличници, малки профилни корнизи), за които е използвана вита тухла.
Интериорът на църквата разкрива вертикалността на композицията и петкуполната конструкция с помощта на зали, големи арки, отсъствие на място за хор и хоризонтални конструкции.

## Иконостас
Новият иконостас с дърворезба е осветен от патриарха на Украинската православна църква на Киевската патриаршия Филарет на 7 декември 2016 г. Това е петият иконостас по време на съществуването на църквата. Изработен в украински бароков стил, той има три части и е украсен с колони, обвити с лозя, както и гербовете на известните казашки фамилии от Черниговска област. Според легендата такива гербове са украсявали и първия иконостас на църквата от 18 век. Иконостасът е широк 12 метра и висок 12 метра и е увенчан с 2-метров централен кръст. Иконостасът съдържа 40 икони, рисувани от майстори в Луцк. Сред тях са икони на Покровата на Пресвета Богородица; на света великомъченица Екатерина, на последния кошев атаман на Запорожската Сеч, светият праведник Петър Калнишевски Многострадалния; на светите черниговски княз Михаил и неговия болярин Фьодор; на монахът Меркурий от Брегин и редица други.
Иконостасът е направен за една година в Ровно от 50 местни дърворезбари под ръководството на художника Виталий Бугринтс, който дотогава е създал около 270 иконостаса, и това е неговия втори в Чернигов. Майсторите използват за модел бароковия иконостас от 18 век от катедралата „Рождество Богородично“ в Козелце.